# Industry (Pennsilvània)
Industry és una població dels Estats Units a l'estat de Pennsilvània. Segons el cens del 2000 tenia 1.921 habitants.

## Demografia
Segons el cens del 2000, Industry tenia 1.921 habitants, 772 habitatges, i 581 famílies. La densitat de població era de 75,4 habitants per quilòmetre quadrat.
Dels 772 habitatges en un 28,9% hi vivien nens de menys de 18 anys, en un 60% hi vivien parelles casades, en un 9,5% dones solteres, i en un 24,7% no eren unitats familiars. En el 22% dels habitatges hi vivien persones soles l'11% de les quals corresponia a persones de 65 anys o més que vivien soles. El nombre mitjà de persones vivint en cada habitatge era de 2,47 i el nombre mitjà de persones que vivien en cada família era de 2,85.
Per edats la població es repartia de la següent manera: un 21,3% tenia menys de 18 anys, un 6,9% entre 18 i 24, un 26,1% entre 25 i 44, un 27,7% de 45 a 60 i un 18% 65 anys o més.
L'edat mediana era de 43 anys. Per cada 100 dones de 18 o més anys hi havia 94,2 homes.
La renda mediana per habitatge era de 38.125 $ i la renda mediana per família de 43.571 $. Els homes tenien una renda mediana de 34.667 $ mentre que les dones 22.731 $. La renda per capita de la població era de 18.337 $. Entorn del 6,9% de les famílies i el 8,1% de la població estaven per davall del llindar de pobresa.

## Poblacions més properes
El següent diagrama mostra les poblacions més properes.